# FC Starnberg
Der FC Starnberg 1992 war ein Fußballverein in der oberbayerischen Kreisstadt Starnberg. Er wurde im März 1992 durch den Zusammenschluss der SpVgg Starnberg mit der Fußballabteilung der FT Starnberg 09 gegründet. Während der neun Jahre seines Bestehens gehörte der Verein ununterbrochen der Bayernliga an. Die besten Platzierungen waren zwei dritte Plätze in den Spielzeiten 1994/95 und 1996/97. Im Sommer 2001 stieg der Verein aus der Bayernliga ab. Der Verein löste sich daraufhin auf und die Fußballer schlossen sich wieder der FT Starnberg 09 an.

## Stammvereine

### SpVgg Starnberg
Die Spielvereinigung Starnberg wurde 1912 gegründet. Ihre Vereinsfarben waren Blau und Weiß. Von 1975 bis 1981 und wieder ab 1986 spielte der Verein in der Südstaffel der Landesliga Bayern, bis 1989 der Aufstieg in die Bayernliga gelang. Als Tabellendreizehnter der Saison 1989/90 stieg die SpVgg allerdings sofort wieder in die Landesliga ab. 1992 wurde die SpVgg Meister der Staffel Süd der Landesliga Süd und stieg erneut in die Bayernliga auf. Das Startrecht in der Bayernliga für die Saison 1992/93 ging auf den FC Starnberg über. Nach der Auflösung des FC Starnberg im Jahre 2001 wurde die Spielvereinigung nicht wiedergegründet.

### FT Starnberg 09
Die Freie Turnerschaft Starnberg 09 wurde am 9. Mai 1909 gegründet. Die höchsten Spielklassen, die der Verein erreichte, waren die Bezirksoberliga Oberbayern und die  Bezirksliga Oberbayern-Süd. Die Fußballer des Vereins fusionierten 1992 mit der SpVgg Starnberg zum FC Starnberg. Nach dessen Auflösung im Jahre 2001 kehrten sie in die FT Starnberg zurück, die den Startplatz des FC Starnberg in der Landesliga übernahm. In den folgenden Jahren pendelte die FT Starnberg zwischen Landesliga, Bezirksoberliga und Bezirksliga, bis der Verein 2014 in die Kreisliga, 2015 in die Kreisklasse und 2016 in die C-Klasse abstieg. Nach drei Spielen der Saison 2017/18 stellte der Verein den Spielbetrieb seiner Herrenmannschaft ein.

## Bekannte Spieler
- Skerdilaid Curri[4]
- Dennis Grassow
- Thomas Meggle
- Bernd Santl[4]
- Jürgen Täuber
- Michael Wiesinger
- András Tölcséres
- Stephan Jaxt[5]